# Ueckermannseius ultimus
Ueckermannseius ultimus är en spindeldjursart som först beskrevs av Chant och Baker 1965.  Ueckermannseius ultimus ingår i släktet Ueckermannseius och familjen Phytoseiidae. Inga underarter finns listade i Catalogue of Life.